# 광문초등학교
광문초등학교는 대한민국 경기도 광명시에 있는 공립 초등학교이다.

## 학교 연혁
- 1990. 02. 06 광문국민학교 설립 인가
- 1991. 09. 01 본관 5층 콘크리트 40개 교실 신축 완공
- 1991. 09. 01 초대 이상룡 교장 취임
- 2014. 03. 01 제10대 양동천 교장 취임
- 2015. 03. 01 초등 36학급(일반 35학급, 특수 1학급), 유치원 2학급 편성

## 참고 자료
- 광문초등학교 - 한국교육학술정보원 학교알리미